# Bahnhof Magnor
Der Bahnhof Magnor ist der Bahnhof im norwegischen Tettsted Magnor an der Kongsvingerbane. Er liegt in der Gemeinde Eidskog in Innlandet auf einer Höhe von 132 moh. Magnor war bis 1985 der letzte Personenbahnhof vor der schwedischen Grenze.

## Geschichte
Der Bahnhof Magnor wurde am 4. November 1865 unter dem Namen Rastad für die Abfertigung von Zügen, Reisenden und Gütern als Teil der Grensebane, der heutigen Kongsvingerbane, eröffnet. Der Bahnhof erhielt 1867 seinen jetzigen Namen, nachdem er ab 1866 kurz unter dem Namen Magnord existierte.
Im Oktober 1953 wurde die Gleise des Bahnhofes mit einem Signalsystem versehen. Im April 1967 wurde der Bahnhof in eine ferngesteuerte Station umgewandelt, in der nach wie vor Reisende und Güter abgefertigt wurden. Der Personenhalt wurde am 1. Januar 1985 eingestellt, ab dem 1. Januar 1986 war das Personal nur noch für den Güterverkehr zuständig. Seit 1996 hat der Bahnhof den Status eines ferngesteuerten Kreuzungsbahnhofes.

## Gebäude
Das Expeditionsgebäude wurde 1865 nach Zeichnungen des Architekten Georg Andreas Bull im Schweizerstil erbaut. Der Entwurf basiert auf den Plänen des ersten Expeditionsgebäudes des Bahnhofs Hokksund an der Randsfjordbane, das ebenfalls von Bull entworfen wurde, jedoch 1895 abbrannte.